# 田村英里子のマシュマロワンダーランド
田村英里子のマシュマロワンダーランド（たむらえりこのマシュマロワンダーランド）は、1989年4月10日から10月6日まで文化放送で放送されたラジオ番組。パーソナリティは田村英里子。放送時間は毎週月曜から金曜の22:08 - 22:18。旺文社の一社提供。文化放送では夜ワイド番組『お遊びジョーズ』の内包番組として放送。

## 概要
田村英里子はラジオ初レギュラーとなった『キラキラサンデー アイドルおちゃめランド』（1988年7月3日から）が1989年4月9日で終了した後、その翌日4月10日から田村の単独レギュラー番組としてスタート。
コーナーのタイトルには『好きよ好きよ大行進』『これは真剣だ』と、田村のシングル曲のタイトルに掛けたものもあった。
はがき採用者には「マシュマロクーポン」がもらえ、これを20枚集めた人には限定プレゼント「英里子の声で起こしてくれる目覚まし時計」が先着50名で贈られるようになっていた
本番組は『お遊びジョーズ』と共に終了し、1989年10月から田村の文化放送でのレギュラー番組は日曜10:30 - 11:00枠に移って『田村英里子のそれゆけエリコール!』がスタートしている。

## 主なコーナー・企画
- オープニング：「すごいすごいニュース」
  - リスナーから身の周りの変わった出来事を募集して紹介[4]。
- 月曜：フリートーク[4]
- 月曜：「私はバリバリ質問箱」
  - 1989年9月からのコーナー。リスナーからの質問を何でも受け付けていた[5]
- 火曜：「何でも知ってる田村先生」
  - リスナーからの素朴な疑問に回答[4]。
- 水曜：「気持ちいいじゃん悪いじゃん」
  - シュールネタコーナー[4]。
- 木曜：「全日本どカン違い博覧会」
  - リスナーの勘違い体験を紹介[4]。
- 木曜：「好きよ好きよ大行進」
  - 1989年6月からのコーナー。「本当は相手のことが好きなのに、本心とは裏腹だったり逆だったりのことをしてしまった」と言ったはがきを募集[6]。
- 木曜：「これは真剣だ」
  - 1989年9月からのコーナー。リスナーが真剣な気持ちになった時のエピソードを紹介[5]。
- 金曜：「エリコの腕まくり」
  - このコーナーでは田村自身が野球をしたり、犬のトリミングをしたり、花火をしたりなど様々なことに挑戦。これが「あまりに馬鹿馬鹿しい」と思った、本番組を内包番組としてネット放送していた『OBCブンブンリクエスト』（ラジオ大阪）の同じ金曜日のパーソナリティの中井雅之が、この自分の番組中にこのコーナー名をもじって「それいけ中井の尻まくり」コーナーを作り、中井もこのコーナーで実際に放送された内容と同じようなことに挑戦していた[7]。
- 「英里子の大アンケート」
  - スペシャルプレゼントをリスナーへの特典として1989年6月23日から6月29日に実施され、結果発表は翌7月末に行われた。そのアンケート内容は以下の通り[3]。
    - 「英里子ちゃんが歌手になっていなかったら、現在何になっていたか」
    - 「料理を作ってもらうとしたらどんなものがいいか」
    - 「最近帽子に凝っている英里子ちゃんによく似合う帽子のスケッチを描いて」
    - 「英里子ちゃんとデートするとしたら一緒に行きたいところは？」
    - 「英里子ちゃんの前世は何か？」

## 放送時間
- 文化放送：月曜 - 金曜 22:08 - 22:18（JST）
夜ワイド番組『お遊びジョーズ』の内包番組として放送。

### ネット局
- ラジオ大阪：月曜 - 金曜 23時台
夜ワイド番組『OBCブンブンリクエスト』の内包番組として放送。